# Panniyannur
Panniyannur es una ciudad censal situada en el distrito de Kannur en el estado de Kerala (India). Su población es de 22308 habitantes (2011). Se encuentra a 25 km de Kannur y a 66 km de Kozhikode.

## Demografía
Según el censo de 2011 la población de Panniyannur era de 22308 habitantes, de los cuales 10047 eran hombres y 12261 eran mujeres. Panniyannur tiene una tasa media de alfabetización del 97,34%, superior a la media estatal del 94%: la alfabetización masculina es del 98,16%, y la alfabetización femenina del 96,69%.